# ユタ・マンモス
ユタ・マンモス（Utah Mammoth）は、アメリカ合衆国ユタ州ソルトレイクシティに本拠を置く北米プロアイスホッケーリーグ(NHL) のチーム。
2023-24シーズンを最後に活動休止を宣言（その後2024年7月に将来の活動再開を断念）した、アリゾナ・コヨーテズの選手・コーチ・スタッフ・ドラフト指名権を引き継ぐ形で、NHLに新規参入した。
参入1年目の2024-25シーズンはユタ・ホッケークラブという暫定的なチーム名で活動することが2024年6月13日に発表されたが、2025-26シーズンからはユタ・ホッケークラブ、ブリザード、マンモス、アウトローズ、ベノム、イェティの6つのうちから選ばれる正式なチーム名を使用する予定となっていたが、2025年5月7日に「マンモス」が選ばれたと球団が発表した。
オーナー（NBAのユタ・ジャズとMLSのレアル・ソルトレイクのオーナーでもある）ライアン・スミスは、ソルトレイクシティ郊外にあるサンディに練習施設の建設を計画しており、2024年8月12日に起工した。